# De Brug van Berlicum
De Brug van Berlicum is een brug en kunstwerk in de Nederlandse plaats Berlicum. De brug staat in de nieuwbouwwijk Schuurkerkpad. De Brug van Berlicum ligt over een dode arm van de Wambergse Beek. Door overtollig regenwater wordt de plek waar de brug staat af en toe drassig. De brug heeft een grotesk en Venetiaans karakter. De groteske en ongebruikelijke, buitenlandse vorm van de brug maakt het een opvallende verschijning in een Nederlandse wijk. De brug van Berlicum is gemaakt door de kunstenaars Jan Samsom en Ton Algra in opdracht van de gemeente Sint-Michielsgestel. Op vrijdag 12 juli 2002 is de brug geopend door wethouder Mathijssen.
De Brug van Berlicum is door de gemeente aangewezen als gemeentelijk kunstwerk. De brug heeft geen infrastructurele functie. De gemeente Sint-Michielsgestel noemt de brug op haar website Brug als kunstwerk, kunstwerk als brug.